# Campionato bulgaro di calcio
Il campionato bulgaro di calcio (in bulgaro Първенство на България по футбол?, Părvenstvo na Bălgaria po futbol) ha come massima divisione la Prima Lega.
Le squadre più titolate sono il CSKA Sofia e il Levski Sofia, che insieme hanno vinto la maggior parte dei titoli. Il Levski è l’unico club mai retrocesso.

## Struttura
Il campionato di calcio ha carattere nazionale e professionistico per le prime due divisioni, mentre dalla terza in poi si ha una suddivisione provinciale a carattere amatoriale:
- Părva profesionalna futbolna liga: 16 squadre professionistiche, con una o due retrocessioni,
- Vtora profesionalna futbolna liga: 18 squadre professionistiche anche riserve; le prime due possono essere promosse nella massima serie mentre le ultime 4 vengono retrocesse;
- Treta amat'orska futbolna liga (Amateur Football Groups): 4 gironi (Nord-Ovest, Nord-Est, Sud-Ovest, Sud-Est) composti tra 14 e 18 squadre; il vincitore di ciascun gruppo è promosso;
- A OBF (Oblastni Football Groups), campionati provinciali;
- B OBF (Oblastni Football Groups), campionati provinciali.

## Attuale sistema
| Livelli | Divisioni                                         | Divisioni                                         | Divisioni                                         | Divisioni                                           | Divisioni                                           | Divisioni                                           | Divisioni                                          | Divisioni                                          | Divisioni                                          | Divisioni                                        | Divisioni                                        | Divisioni                                        |
| ------- | ------------------------------------------------- | ------------------------------------------------- | ------------------------------------------------- | --------------------------------------------------- | --------------------------------------------------- | --------------------------------------------------- | -------------------------------------------------- | -------------------------------------------------- | -------------------------------------------------- | ------------------------------------------------ | ------------------------------------------------ | ------------------------------------------------ |
| 1 (Pro) | Părva profesionalna futbolna liga 16 club         | Părva profesionalna futbolna liga 16 club         | Părva profesionalna futbolna liga 16 club         | Părva profesionalna futbolna liga 16 club           | Părva profesionalna futbolna liga 16 club           | Părva profesionalna futbolna liga 16 club           | Părva profesionalna futbolna liga 16 club          | Părva profesionalna futbolna liga 16 club          | Părva profesionalna futbolna liga 16 club          | Părva profesionalna futbolna liga 16 club        | Părva profesionalna futbolna liga 16 club        | Părva profesionalna futbolna liga 16 club        |
| 2 (Pro) | Vtora profesionalna futbolna liga 18 club         | Vtora profesionalna futbolna liga 18 club         | Vtora profesionalna futbolna liga 18 club         | Vtora profesionalna futbolna liga 18 club           | Vtora profesionalna futbolna liga 18 club           | Vtora profesionalna futbolna liga 18 club           | Vtora profesionalna futbolna liga 18 club          | Vtora profesionalna futbolna liga 18 club          | Vtora profesionalna futbolna liga 18 club          | Vtora profesionalna futbolna liga 18 club        | Vtora profesionalna futbolna liga 18 club        | Vtora profesionalna futbolna liga 18 club        |
| 3       | Treta amat'orska futbolna liga Nord Est → 15 club | Treta amat'orska futbolna liga Nord Est → 15 club | Treta amat'orska futbolna liga Nord Est → 15 club | Treta amat'orska futbolna liga Nord Ovest → 16 club | Treta amat'orska futbolna liga Nord Ovest → 16 club | Treta amat'orska futbolna liga Nord Ovest → 16 club | Treta amat'orska futbolna liga Sud Ovest → 22 club | Treta amat'orska futbolna liga Sud Ovest → 22 club | Treta amat'orska futbolna liga Sud Ovest → 22 club | Treta amat'orska futbolna liga Sud Est → 20 club | Treta amat'orska futbolna liga Sud Est → 20 club | Treta amat'orska futbolna liga Sud Est → 20 club |
| 4       | A OBF 39 gironi → Provinciali/regionali           | A OBF 39 gironi → Provinciali/regionali           | A OBF 39 gironi → Provinciali/regionali           | A OBF 39 gironi → Provinciali/regionali             | A OBF 39 gironi → Provinciali/regionali             | A OBF 39 gironi → Provinciali/regionali             | A OBF 39 gironi → Provinciali/regionali            | A OBF 39 gironi → Provinciali/regionali            | A OBF 39 gironi → Provinciali/regionali            | A OBF 39 gironi → Provinciali/regionali          | A OBF 39 gironi → Provinciali/regionali          | A OBF 39 gironi → Provinciali/regionali          |
| 5       | B OBF Vari gironi → Comunali/municipali           | B OBF Vari gironi → Comunali/municipali           | B OBF Vari gironi → Comunali/municipali           | B OBF Vari gironi → Comunali/municipali             | B OBF Vari gironi → Comunali/municipali             | B OBF Vari gironi → Comunali/municipali             | B OBF Vari gironi → Comunali/municipali            | B OBF Vari gironi → Comunali/municipali            | B OBF Vari gironi → Comunali/municipali            | B OBF Vari gironi → Comunali/municipali          | B OBF Vari gironi → Comunali/municipali          | B OBF Vari gironi → Comunali/municipali          |